# Anaxàgoras (rei d'Argos)
Anaxàgoras (en grec antic Ἀναξαγόρας) va ser, segons la mitologia grega, un rei d'Argos fill de Megapentes, que al seu torn ho era de Pretos.
Segons expliquen Pausànias i Diodor, durant el seu regnat, que compartia amb el seu avi Pretos, les dones d'Argos van ser embogides per Dionís, i van anar a buscar l'endeví Melamp per a sanar-les. Aquest va demanar un terç del reialme com a pagament, però el rei no ho va acceptar. Les dones van embogir encara més i el rei va tornar a cridar Melamp. Però aquesta vegada l'endeví va demanar un terç més del reialme per al seu germà Biant. Aquesta tradició s'atribueix també, no a Anaxàgoras, sinó al seu avi Pretos.
Anaxàgoras va ser succeït en el regne pel seu fill Alèctor, i els seus descendents, els Anaxagòrides, van seguir governant només un terç d'Argos fins que el fill d'Estènel, Cilàrabes, va tornar a unificar el regne sota la seva autoritat. L'últim descendent de Melamp, Amfíloc, quan va tornar de la guerra de Troia se'n va anar a l'exili. El darrer descendent de Biant, Cianip, fill d'Egialeu, va morir sense successió. Cilàrabes també va morir sense descendència, i Orestes, fill d'Agamèmnon, s'apoderà d'Argos al mateix moment que d'Esparta.